# Caio Calpetano Râncio Quirinal Valério Festo
Caio Calpetano Râncio Quirinal Valério Festo (em latim: Gaius Calpetanus Rantius Quirinalis Valerius Festus), conhecido também como Caio Valério Festo, foi um senador e general romano nomeado cônsul sufecto para o nundínio de maio a junho de 71 com o futuro imperador Domiciano. Festo demonstrou seu valor à família imperial quando, como legado da Legio III Augusta na África, assassinou o procônsul que favorecia um rival de Vespasiano no ano dos quatro imperadores. Ele se manteve leal durante os reinados de Tito e Domiciano.
Tácito o descreveu, em 70, como "um jovem de hábitos extravagantes e ambição desmesurada".

## Origens
O nome polionômio de Festo sugere que ele foi adotado ou utilizava parte do nome do seu avô materno como seu. Ollie Salomies argumenta que seu nome de nascimento era Valério Festo e que ele foi adotado por Caio Calpetano Râncio Sedato, cônsul sufecto em 47. A família de Festo tinha origem em Arretium, onde vários Valérios Festos são atestados em inscrições, todos membros da tribo Pomptina.

## Carreira
Sua carreira está documentada numa inscrição honorária fragmentada encontrada em Tergeste. Ainda na adolescência, Festo foi quatuórviro dos curadores viários (quattuorviri viarum curandarum), um dos comitês dos vigintíviros (vigintiviri). Depois, foi tribuno militar na Legio VI Victrix, questor, séviro dos equestres (sevir equitum Romanorum) na revisão anual dos equestres, tribuno da plebe e pretor. Depois do pretorado, Festo foi admitido entre os sodais augustais, o que indica que ele era bem-visto pelo imperador Nero, que finalmente o nomeou legado da Legio III Augusta, na Numídia, vizinha da província proconsular da África.
Era lá que estava Festo no começo de 69, o "ano dos quatro imperadores". Segundo Tácito, a África primeiro se declarou a favor de Vitélio, pois ele havia sido procônsul lá não havia muito tempo. Naquele momento, o próprio Festo também se declarou por ele, mas rapidamente começou a negociar com Vespasiano.
A oportunidade para agir surgiu nos primeiros meses de 70. Apesar da derrota e do assassinato de Vitélio em 21 de dezembro de 69, o procônsul da África Lúcio Calpúrnio Pisão ainda se mantinha fiel à sua causa. Quando emissários com mensagens conflitantes chegaram em Cartago, capital da província, a resposta de Pisão só aumentou a incerteza. Incapaz de controlar os eventos, Pisão se fechou no palácio. Quando soube disto, Festo enviou um destacamento de cavalaria para lá para assassinar o governador. Depois de aguardar notícias em Adrumeto, Festo seguiu para o acampamento da III Augusta e assumiu o comando da unidade. O prefeito do acampamento, Cetrônio Pisano, foi preso e acusado de ser partidário de Pisão. Depois de realizar várias mudanças na hierarquia da unidade, Festo utilizou a legião para resolver uma disputa de longa data entre os oeanos e os leptianos, demonstrando assim estar no controle da província. Logo depois ele se declarou abertamente por Vespasiano.
Como recompensa, Vespasiano nomeou Festo para um consulado sufecto em 71 e o recompensou com dona militaria (condecorações militares). Não muito depois, Festo foi superintendente das águas e margens do Tibre (curator alvei Tiberis) em 73 e assumiu um posto no colégio dos pontífices. Finalmente, Festo assumiu o governo de duas importantes províncias na sequência: primeiro a Panônia entre 73 e 77 e depois da Hispânia Citerior entre 78 e 81.
Brian W. Jones acredita que Festo pode ter sido nomeado procônsul da Ásia durante o curto reinado de Tito, mas Werner Eck não o inclui em sua lista de procônsules do período.
Entre 85 e 86, Festo se matou.